# Does Your Mother Know
Does Your Mother Know är en poplåt inspelad och framförd av den svenska musikgruppen Abba. Den skrevs och producerades av gruppmedlemmarna Benny Andersson och Björn Ulvaeus och utgavs på singelskiva i april 1979 samt på gruppens sjätte studioalbum Voulez-Vous samma månad.

## Historik
Studioarbetet påbörjades den 6 februari 1979 i Polar Studios i Stockholm och den första demoinspelningen hade arbetsnamnet I Can Do It. Istället för att använda solosång av Agnetha Fältskog eller Anni-Frid Lyngstad, valde gruppen att låta Björn Ulvaeus stå för sången i denna inspelning. Detta var första gången sedan gruppen släppte Rock Me som singel i Australien 1975 som Ulvaeus hade solosång på en Abba-singel.
Innan Does Your Mother Know släpptes kortades inspelningen genom att ett 30 sekunder långt trumintro av Ola Brunkert klipptes bort. Dock framförde gruppen sången vid brittiska BBC:s TV-program Abba in Switzerland i februari 1979 med ett trumintro. 

## Singelskiva
Does Your Mother Know släpptes på singelskiva (omslagsfoto) internationellt i april 1979. Singeln placerade sig på första plats i Belgien och nådde topp 10 i Storbritannien, Irland, Nederländerna, Schweiz, Australien, Rhodesia och Västtyskland, medan den nådde 19:e plats i USA.

### Listplaceringar
| Lista (1979)   | Position |
| -------------- | -------- |
| Australien     | 7        |
| Belgien        | 1        |
| Frankrike      | 26       |
| Irland         | 3        |
| Kanada         | 8        |
| Mexiko         | 17       |
| Nederländerna  | 4        |
| Nya Zeeland    | 27       |
| Rhodesia       | 9        |
| Schweiz        | 6        |
| Storbritannien | 4        |
| USA            | 19       |
| Västtyskland   | 10       |
| Österrike      | 13       |

## Övrigt
Does Your Mother Know förekommer i långfilmen Johnny English från 2003, med Rowan Atkinson sjungandes sången i badrummet.
Sången finns med i musikalen och långfilmen Mamma Mia! där den sjungs av rollkaraktären Tanya.